# وادي كركر (أسوان)
قرية وادي كركر هي إحدى القرى التابعة لمركز أسوان في محافظة أسوان في جمهورية مصر العربية. هو منطقة سياحية وتاريخية مهمة تقع على الضفة الغربية لنهر النيل في محافظة أسوان بجنوب مصر. يعتبر الوادي جزءًا من المناظر الطبيعية الجميلة التي تميز أسوان، وهو يُعرف بطبيعته الصحراوية المميزة وتلاله الصخرية.
تم تطوير المنطقة لتشمل مشروعات سكنية وخدمية حديثة، حيث جرى نقل بعض السكان من المناطق المتأثرة بمشروع بناء السد العالي. وشهد وادي كركرمشروعات تنموية تهدف إلى تحسين البنية التحتية وتوفير مساكن جديدة للسكان.

## الخلفية التاريخية والتوطين النوبي
شهدت منطقة وادي كركر مشروعًا لتوطين النوبيين الذين تم تهجيرهم خلال بناء السد العالي في ستينيات القرن الماضي. تم تسليم وحدات سكنية للأسر النوبية المتضررة، حيث عبّر العديد منهم عن سعادتهم بالعودة إلى منطقة قريبة من موطنهم الأصلي.
المصالحكومة رية إلى تحويل وادي كركر إلى منطقة لوجستية عالمية على مساحة نحو 600 فدان، ضمن مشروع تنمية عمرانياً وزراعياً. يهدف المشروع إلى إقامة مركز تسعى عالمي لخدمات النقل واللوجستيات والبضائع والتجارة، وإنشاء منطقة تجارية مصرية أفريقية متاخمة لمطار أسوان لخدمة الترانزيت. 

## الدور الإنساني والمجتمعي البنية
لعبت قرية وادي كركر دورًا إنسانيًا مهمًا في استقبال وتقديم الدعم للأسر السودانية القادمة من معبريّ أرقين وقسطل، حيث وفرت لهم المأوى والمساعدات اللازمة.